# Полл, Дин
Дин Джеймс Полл (англ. Dean James Poll; род. 18 апреля 1957, Манхассет, Нью-Йорк, США) — греко-американский ресторатор, владелец знаменитых нью-йоркских ресторанов «The Loeb Boathouse Central Park» и «Gallagher's Steakhouse», расположенных на Манхеттене. Будучи активным членом греческой общины США, занимал пост президента Троицкого собора (2013—2016), а также является членом Ордена святого апостола Андрея (архонт кастринциос Вселенского Патриархата).

## Биография
Родился в семье Димитри (Джеймса) и Александры Полл. В 1921 году его дед Анджело открыл компанию, которая сегодня называется «William Poll Foods». Имеет братьев Гиллиса и Джорджа. В школьные годы играл за баскетбольную команду на позиции центрового.
Будучи 11-летним мальчиком, в выходные дни и в периоды школьных каникул начал работать в семейном рыбном ресторане «Pappas», который располагался в районе Шипсхед-Бей (Бруклин).
После окончания школы начал работать менеджером по закупкам в пищевом комплексе, открытом его семьёй в офисном здании «Time & Life Building» (сегодня — «1271 Avenue of the Americas») в манхэттенском Мидтауне.
Работал инспектором морепродуктов на известном рыбном рынке «Fulton» в Бронксе.
В 1980 году совместно со своими братьями открыл ресторан «Pappas» в Уиллистон-Парке, который с 1989 года стал носить название «Riverbay Seafood Bar & Grill». В 1986 году они открыли стейкхаус «Bryant & Cooper» и мясную лавку в Рослине. В 1997 году авторитетная газета «The New York Times» назвала «Bryant & Cooper» «пожалуй, лучшим стейкхаусом на Лонг-Айленде», а «Riverbay» — «рыбным рестораном № 1 в Нассо-Саффолке».
В 1998—1999 годах прекратил сотрудничество с братьями с целью расширения своего бизнеса на Манхеттене. После разделения активов, Дин Полл сохранил за собой право собственности на «Riverbay».
В 2000 году Департамент парков и зон отдыха Нью-Йорка передал в концессию Поллу имущество ресторана «Loeb Boathouse» — одного из двух ресторанов в манхэттенском Центральном парке. В 2016 году правительство города продлило договор об аренде сроком на 15 лет.
В 2009 году Департамент парков выдал в концессию Поллу ресторан «Tavern on the Green» — второй из двух ресторанов в Центральном парке, — однако вскоре сделка сорвалась. В 2011 году желание восстановить этот ресторан выразил будущий президент США Дональд Трамп, однако не получил ответа от городских властей на своё предложение инвестировать в это заведение.
В 2013 году приобрёл знаменитый стейкхаус «Gallagher’s», расположенный на 52-й улице в Театральном квартале, сохранив его от закрытия.

## Личная жизнь
В браке с супругой Линдой, с которой Полл познакомился в 1980 году, имеет двух сыновей. Семья проживает на Лонг-Айленде.